# Julia Restoin Roitfeld
Pour les articles homonymes, voir Roitfeld.
Julia Restoin Roitfeld (née le 12 novembre 1980) est un mannequin et une directrice artistique française, résident à New York. Elle est la fille de Carine Roitfeld et Christian Restoin et la sœur du commissaire d'exposition, Vladimir Restoin Roitfeld.

## Biographie
Diplômée de l'École internationale bilingue puis de la Parsons School of Design de New York, Roitfeld est choisie par l'ami de la famille Tom Ford, pour être l'égérie du parfum, Black Orchid, en 2006. Elle apparait dans la campagne de Roberto Cavalli pour H&M, dans une campagne Lancôme de Mario Testino, Jil Sander, et devient ambassadrice des marques Accessorize et Mango. Elle est consultante pour des marques comme Peter Som, Zac Posen, Jean Paul Gaultier et Miu Miu. En 2013, c'est avec sa mère qu'elle apparait dans une campagne de publicité pour Givenchy. Elle dessine aussi de la lingerie pour Kiki de Montparnasse.
En juillet 2014, elle devient l'égérie de Maniamania's Obscura campaign.
Elle est graphiste free lance pour Rock and Republic, Max Mara, Altuzarra et Miu Miu.
Elle est séparée du mannequin Robert Konjic, avec qui elle a une fille en mai 2012. Elle est proche de Riccardo Tisci, Lara Stone et Helena Christensen.
Elle apparait en couverture du magazine ELLE, en avril 2015.